# Kính thiên văn SKA
Kính thiên văn SKA (Square Kilometre Array) là dự án kính thiên văn mặt đất xây dựng từ hàng nghìn ăngten nằm rải rác trên diện tích 1.2 km², là hệ thống kính viễn vọng sóng vô tuyến khổng lồ thế hệ mới.

## Hình ảnh
Minh họa của họa sĩ

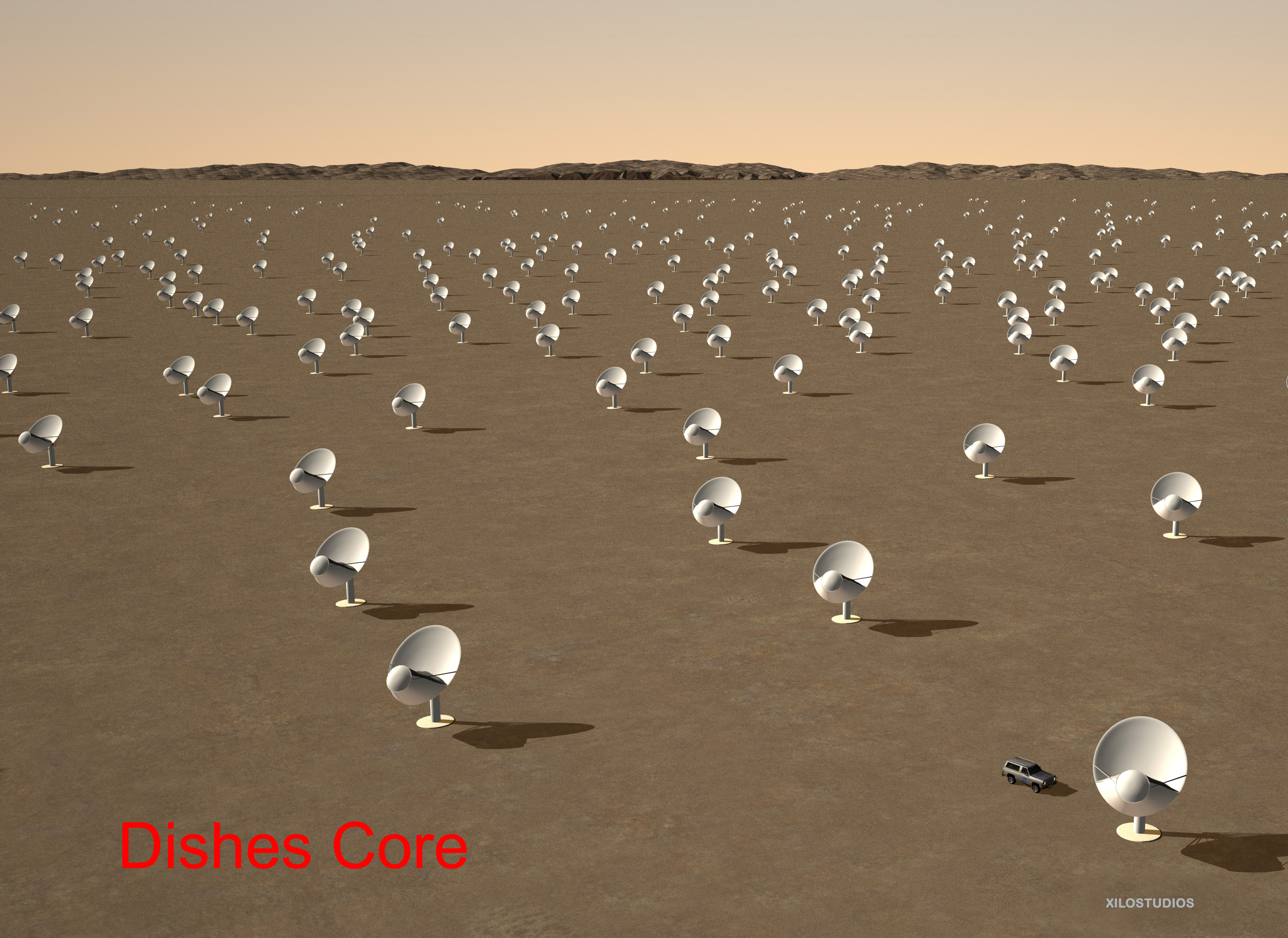
Mô hình của SKA
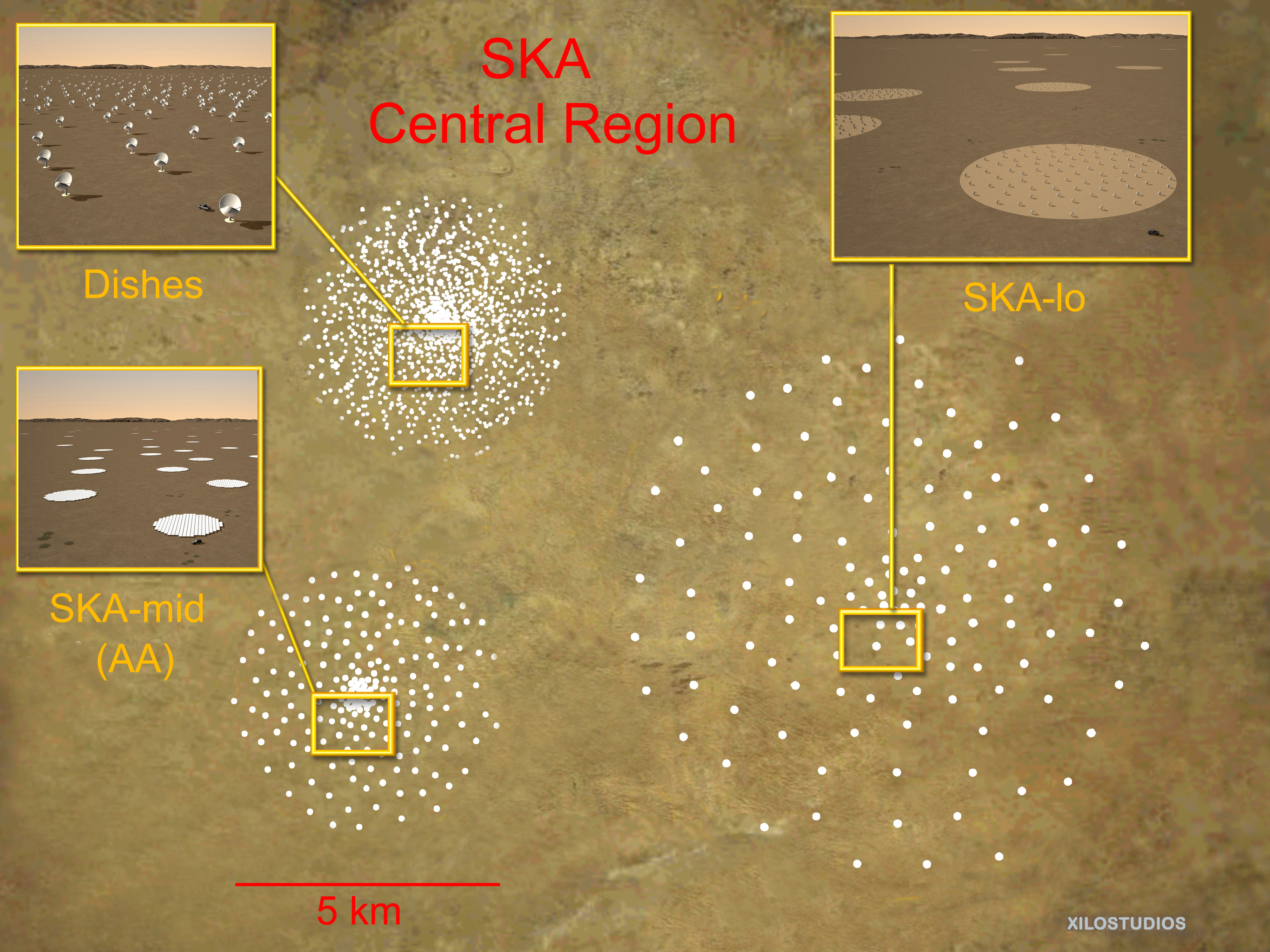
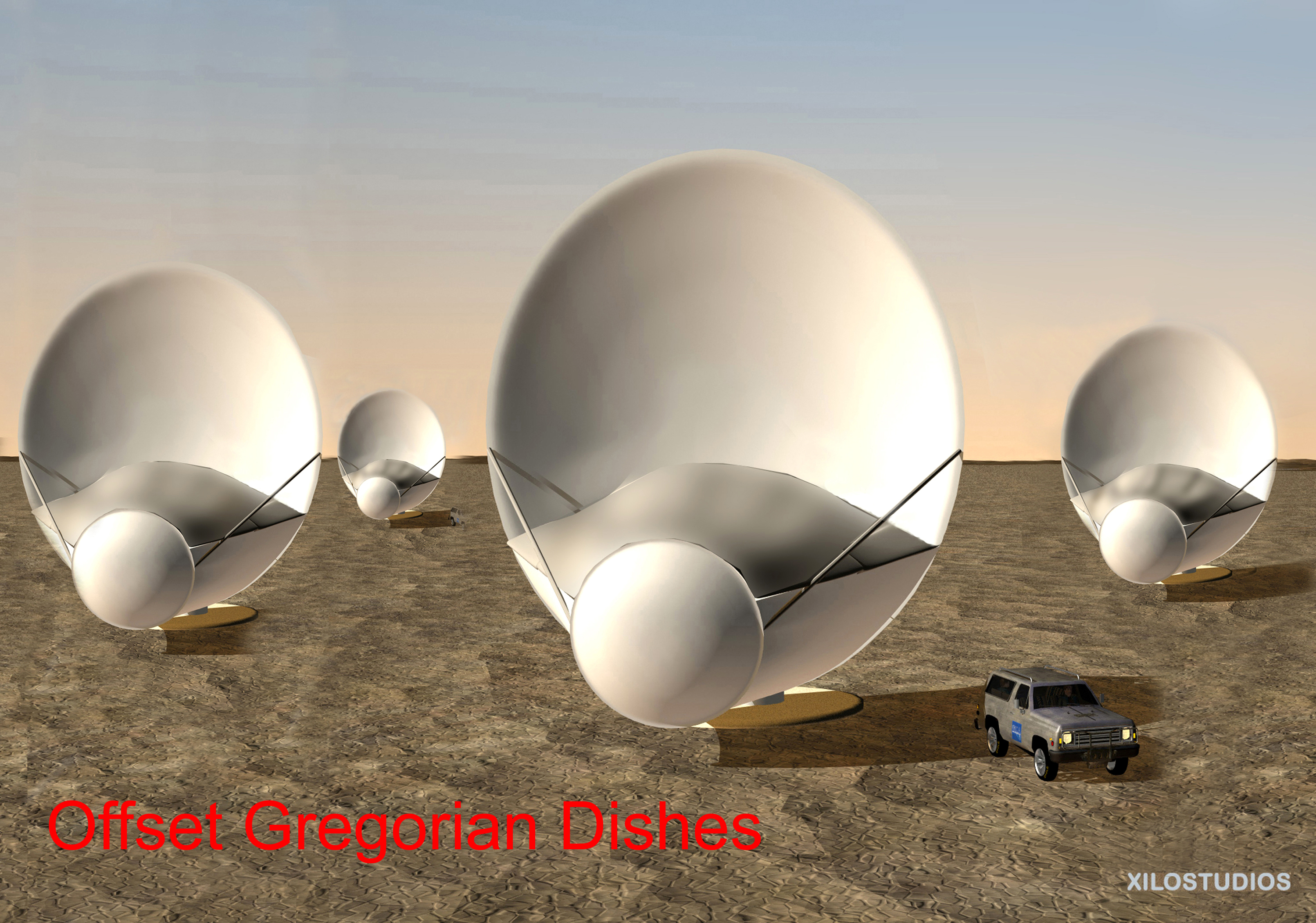
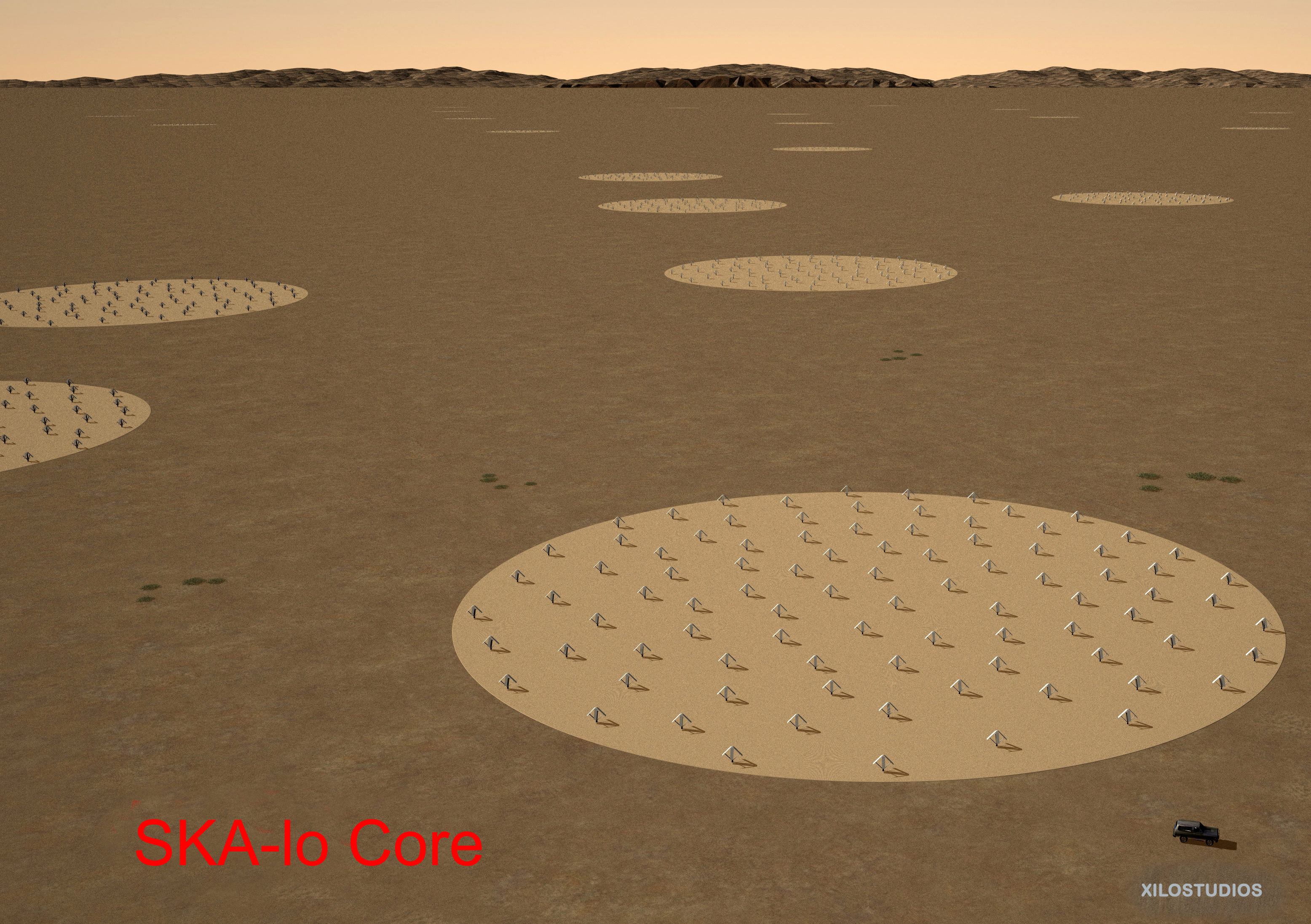
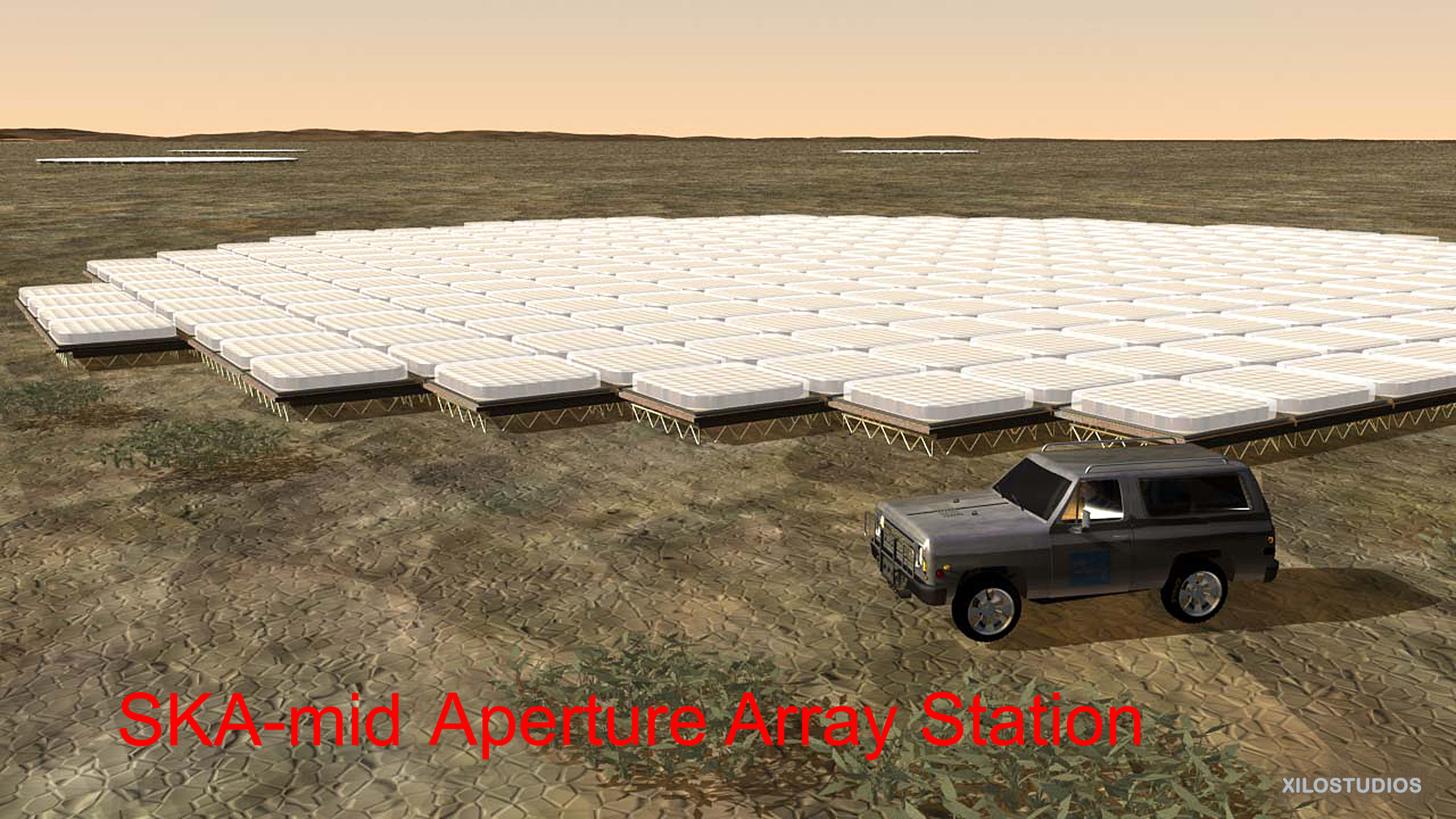

## Mục tiêu
- Khảo sát vũ trụ buổi sơ khai
- Thử nghiệm lý thuyết về trọng lực của Einstein
- Tìm kiếm sự sống ngoài Trái Đất
- Tìm các bằng chứng về vật chất tối và năng lượng tối